# Jardín de los Aromas
El Jardín de los Aromas ( en francés: Jardin des Arômes) es un jardín botánico de 2 hectáreas de extensión, de administración municipal, en Nyons, Francia. 

## Localización
Se ubica en los bancos de la rivera del río Eygues.
Jardin des Arômes Promenade de la Digue, Nyons, Département de Drôme, Rhône-Alpes, France-Francia.
Planos y vistas satelitales.44°21′19.8″N 5°8′3.48″E / 44.355500, 5.1343000
Se encuentra abierto todos los días y la entrada es gratuita. 

## Historia
El jardín fue creado en el 1983, en los márgenes del río Eygues. 
Está especializado en el cultivo de plantas aromáticas y medicinales de la región mediterránea.

## Colecciones
Actualmente alberga a más de 200 tipos de plantas aromáticas y medicinales, incluyendo crisantemos, catananche, romero, lavandas, salvias, tomillos, y durillos.
Árboles y arbustos como cedros, Cercis siliquastrum, castaños, cipreces, enebros, olivoss, pinos.